# ترش أب بايين (باقران)
ترش أب بایین (بالإنجليزية: Torsh Ab-e Pain)‏ هي مستوطنة تقع في إيران في قسم باقران الريفي.